# Den Grønne Mand
Den Grønne Mand anses primært for at være en vegetationsgud, som symboliserer livet, sommerens og vækstens triumf over døden og vinteren. Nogle anser ham for at være modsætningen til Den Hornede Gud, som kunne være dyrenes og vinterens repræsentant.
Han gengives som et ansigt af en mand, omgivet af løv, nogen gange gror bladene ud af mund og/eller næse. Er oftest lokaliseret i kirker, selvom han sandsynligvis er af hedensk oprindelse. Afbildningen af den Grønne Mand er udbredt i hele verden, primært i England.

## Lignende guder eller skikkelser i andre mytologier
- Frej, søn af Njord og bror til Freja i den nordiske mytologi.
- Tammuz eller Dumuzi, gud fra sumerisk, og senere akkadisk og assyrisk mytologi.
- Osiris, bror til Seth, Nephthys og sin kone Isis, og far til Horus i den egyptiske mytologi.
- Robin Hood, en berømt skikkelse fra engelsk folketradition.
- Den Grønne Ridder, en person i det engelske digt Sir Gawain and the Green Knight fra det 14. århundrede og det beslægtede værk The Greene Knight.